# 昌江街道
昌江街道，是中华人民共和国江西省景德镇市珠山区下辖的一个乡镇级行政单位。

## 行政区划
昌江街道下辖以下地区：
桂花弄社区、麻石弄社区、瓷器街社区、大黄家弄社区和再胜弄社区。